# Nicolas Joseph Beaurepaire
Pour les articles homonymes, voir Beaurepaire.
Nicolas Beaurepaire est un officier français et héros de la Révolution française, né à Coulommiers, le 7 janvier 1740 et mort à Verdun, le 2 septembre 1792.

## Biographie

### Origines
Nicolas Beaurepaire naît dans une famille de commerçants comme l'attestent divers extraits de registres paroissiaux. Son père est marchand épicier mais est fait conseiller du roi et échevin de Coulommiers par lettres patentes de 1757. Toutefois, il n'appartenait pas à la noblesse. Sa mère, Marguerite Françoise Lallemand, est fille d'un huissier royal de Lagny-sur-Marne.

### Carrière militaire sous l'Ancien Régime
Le 4 novembre 1757, Nicolas Beaurepaire s'engage dans le Royal Carabiniers qui est alors une unité d'élite de la cavalerie. Durant la guerre de Sept Ans, il participe, comme simple carabinier, aux campagnes de 1758 à 1762 en Allemagne. La paix revenue, l'unité de Beaurepaire est envoyée dans le Val de Loire, son principal cantonnement se situant à Saumur. Nommé fourrier écrivain en 1763, Beaurepaire progresse normalement dans la hiérarchie militaire jusqu'au grade de lieutenant obtenu en 1784 et le rang de capitaine en 1786. Entre-temps, le 19 août 1776, il épouse dans le bourg de Joué, un petit village de l'Anjou, Marie-Anne Banchereau-Dutail, fille d'un riche négociant, notable rural. Un fils, Stanislas Joseph, naît de cette union en 1777 (maire de Joué-Etiau en 1815 puis 1830.
Le 14 mai 1791, après une brève interruption dans sa carrière militaire à la suite de son mariage, Beaurepaire quitte définitivement le corps des carabiniers alors stationné à Lunéville.

### Chef militaire de la Révolution
Peu après, Beaurepaire reprend du service et, le 15 septembre 1791, il est élu, à une très large majorité (409 voix sur 560 votants), lieutenant-colonel du 1er bataillon des volontaires de Mayenne-et-Loire. Cette fonction est la consécration de sa carrière militaire. Beaurepaire, parce qu'il n'était pas Angevin d'origine, a pu réunir sur son nom les suffrages des volontaires d'Angers et de Saumur, divisés par des querelles de clocher. Surtout, Beaurepaire est, aux yeux de ses hommes, un militaire d'expérience et un bon patriote. Il s'était inscrit dès 1789 dans la garde nationale de son village, Joué.
Le bataillon séjourne sept mois à Nantes, puis, à la suite de la déclaration de guerre le 20 avril 1792, il est envoyé à Verdun où il entre le 2 juin 1792. C'est Beaurepaire qui exerce la fonction de commandant de la place, en attendant que n'arrive le lieutenant-colonel François Thomas Galbaud-Dufort. Le 12 août, il redevient commandant de Verdun, alors que Galbaud-Dufort a obtenu son rappel par La Fayette.
C'est donc en tant que commandant d'une garnison de six mille hommes que Beaurepaire doit affronter l'armée prussienne du duc de Brunswick qui, après avoir pris Longwy, entame le siège de Verdun le 31 août. Après le rejet d'une première sommation, la ville est bombardée quelques heures, de quoi susciter la panique de la population qui réclame une reddition immédiate, demande appuyée par le conseil défensif, contre l'avis de Beaurepaire, soutenu dans son intransigeance par seulement trois officiers supérieurs, dont le futur général Marceau.
C'est dans ces conditions que, dans la nuit du 1er au 2 septembre, Nicolas Beaurepaire est retrouvé mort dans son bureau de l'hôtel de ville de Verdun. La ville de Verdun capitule le 2 septembre. Ni le suicide, ni le meurtre ne sont exclus et les graves lacunes de l'instruction ne permettent pas de trancher le débat. Le 3 septembre 1792, le corps de Beaurepaire, transporté hors des lignes, est inhumé au cimetière du château à Sainte-Menehould.

## Héros de la Révolution
Pour sa part, la Révolution avait tranché. Beaurepaire était un héros qui avait refusé la capitulation et préféré la mort au déshonneur. 

### Panthéonisation ratée
L'Assemblée législative décrète, le 12 septembre 1792, à l'unanimité que le corps de Beaurepaire sera transféré de Sainte-Menehould au Panthéon, ce qui ne se fera jamais et le corps du commandant Beaurepaire repose toujours, dans l'anonymat le plus complet, au cimetière de Sainte-Menehould.
On organise des cérémonies funèbres, comme le 21 septembre à Guérande et le 21 octobre à Angers.

### Du théâtre à l'opéra
Du 21 novembre 1792 jusqu'en mars 1793, le théâtre de la Nation joue, au cours de douze représentations, une pièce en un acte et en vers intitulée L'Apothéose de Beaurepaire, écrite par Charles Louis Lesur. La scène montre des gens du peuple, qui, dans une buvette, boivent en l'honneur de Beaurepaire, puis se poursuit par la représentation de la panthéonisation de Beaurepaire.
En février 1793, l'Académie de musique donne un opéra de Jean-Joseph Leboeuf et Pierre-Joseph Candeille, La Patrie reconnaisante ou l'Apothéose de Beaurepaire. Cet opéra met également en scène la panthéonisation de Beaurepaire, en y faisant apparaître la femme et le fils du défunt.

## Mémoire du héros
- La statue de Nicolas Beaurepaire, due à Maximilien Louis Bourgeois (1839 - 1901), est présente sur le pont de Verdun, l'un des ponts de la ville d'Angers. Il y en avait une identique à Coulommiers du même artiste, mais elle a disparu pendant la Seconde Guerre mondiale.

Statue de Nicolas Beaurepaire sur le pont de Verdun (Angers)
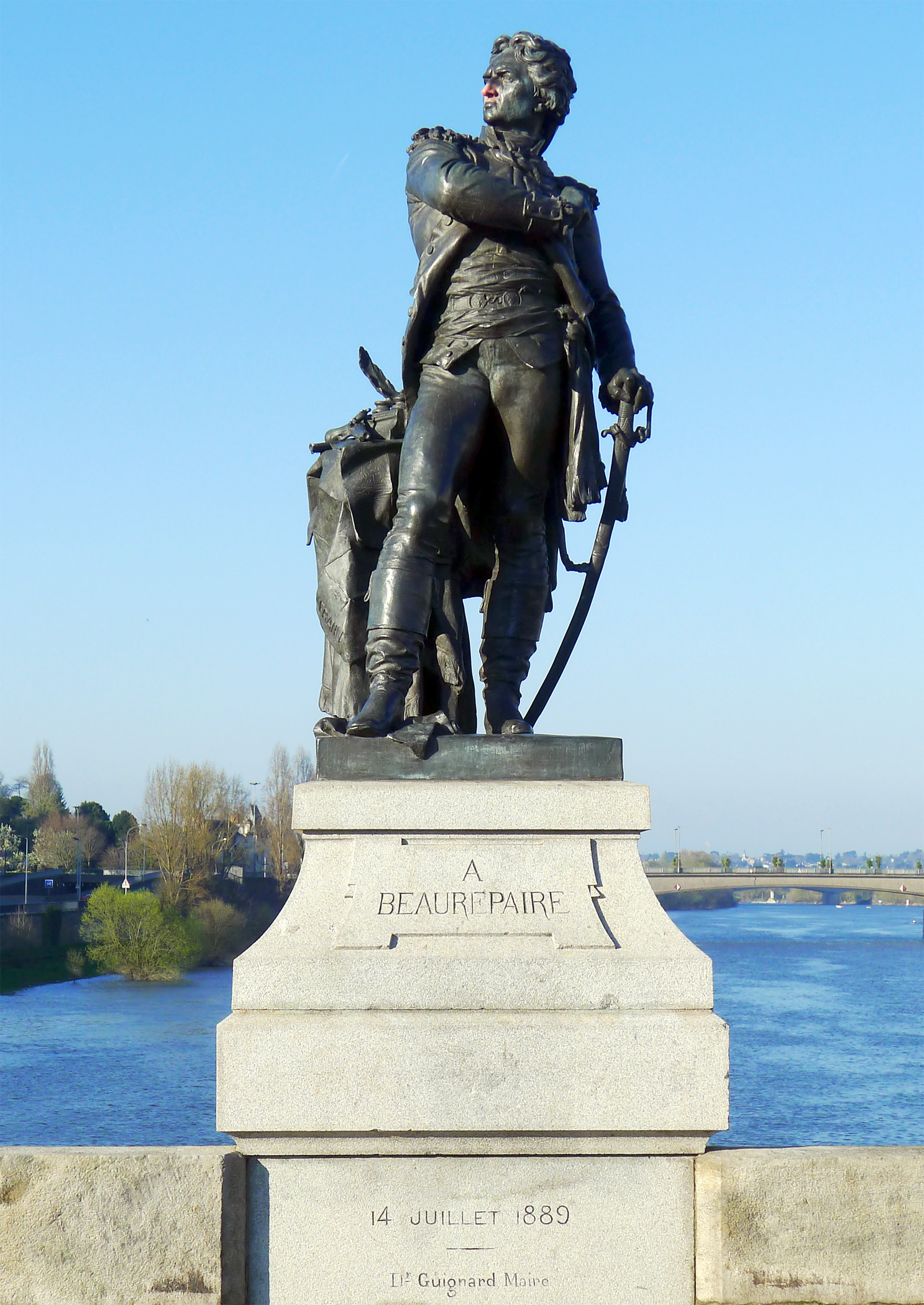
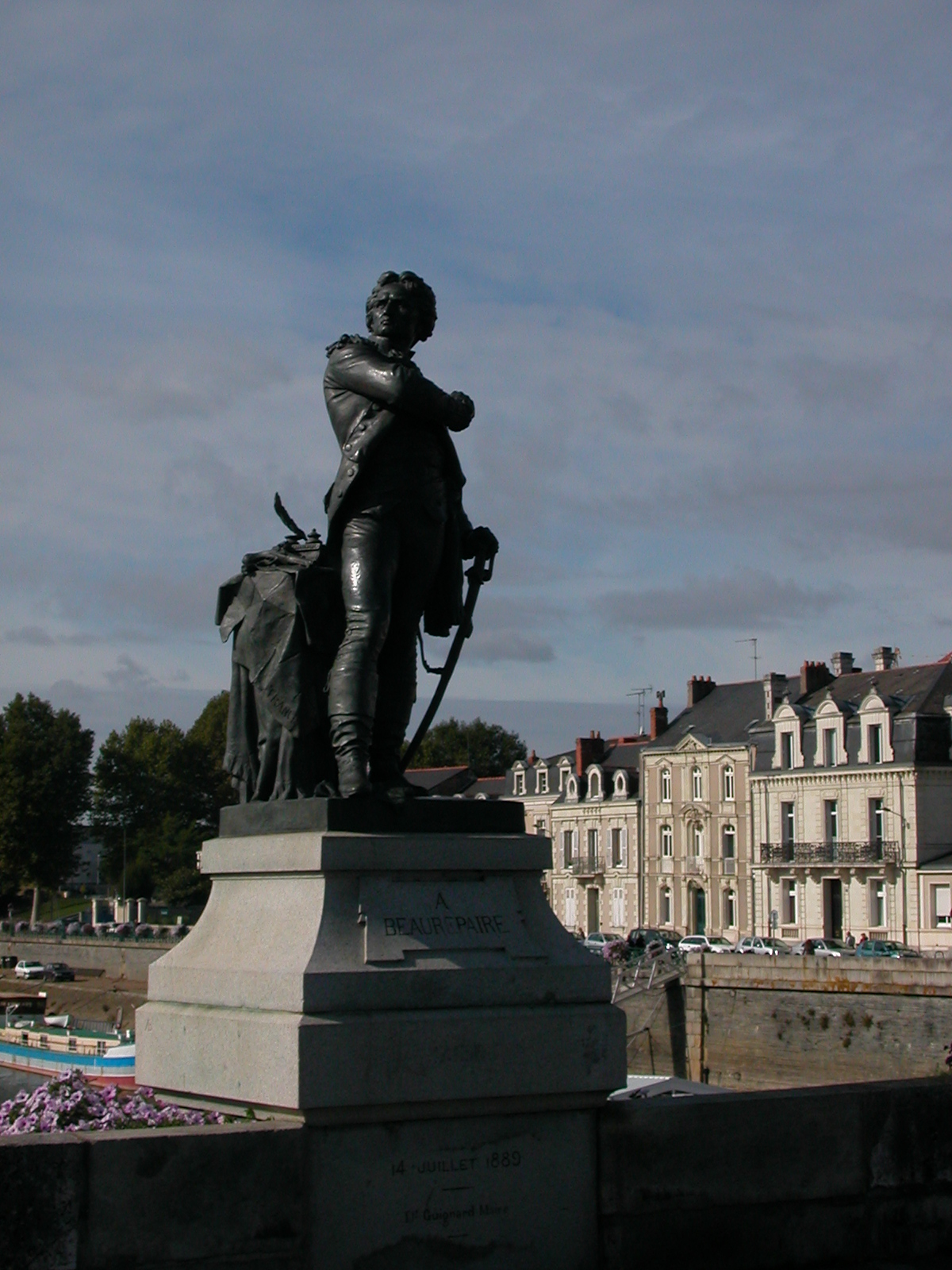

- Son nom a été donné à des rues à Coulommiers, Verdun, Saumur, Angers[6], Nantes, Paris, etc.
- Son portrait se trouve au musée historique du château de Versailles, ainsi qu'au musée de la Princerie à Verdun.
- Il fait partie des 558 officiers à avoir son nom gravé sous l'arc de triomphe de l'Étoile.
- Une rose porte le nom de « Commandant Beaurepaire ».